# Kerrick (Minnesota)
Kerrick es una ciudad ubicada en el condado de Pine en el estado estadounidense de Minnesota. En el Censo de 2010 tenía una población de 65 habitantes y una densidad poblacional de 25 personas por km².

## Geografía
Kerrick se encuentra ubicada en las coordenadas 46°20′21″N 92°35′7″O / 46.33917, -92.58528. Según la Oficina del Censo de los Estados Unidos, Kerrick tiene una superficie total de 2.6 km², de la cual 2.59 km² corresponden a tierra firme y (0.3%) 0.01 km² es agua.

## Demografía
Según el censo de 2010, había 65 personas residiendo en Kerrick. La densidad de población era de 25 hab./km². De los 65 habitantes, Kerrick estaba compuesto por el 95.38% blancos, el 0% eran afroamericanos, el 3.08% eran amerindios, el 0% eran asiáticos, el 0% eran isleños del Pacífico, el 0% eran de otras razas y el 1.54% pertenecían a dos o más razas. Del total de la población el 0% eran hispanos o latinos de cualquier raza.